# Tagula-orgelvogel
De tagula-orgelvogel (Cracticus louisiadensis) is een vogel uit de familie Artamidae (spitsvogels) en onderfamilie Cracticinae (orgelvogels). Het is een endemische vogel van het eiland Sudest (ook wel Tagula en tegenwoordig Vanatinai genaamd). Dit eiland ligt in de Louisiaden voor de kust van Papoea-Nieuw-Guinea.

## Kenmerken
De tagula-orgelvogel is nauw verwant aan de papoea-orgelvogel en kan als een geografische ondersoort beschouwd worden. De vogel is 29 cm en verschilt van de papoe-orgelvogel omdat hij nagenoeg helemaal zwart is, behalve een lichte kleur op de onderbuik, vlekken op de vleugel en lichte onderstaartdekveren.

## Verspreiding en leefgebied
De tagula-orgelvogel komt voor op Tagula, een ongeveer 700 km2 groot eiland dat sinds de jaren 1990 voor de helft ontbost is. Het is net als de papoea-rupsvogel een vogel van open plekken in het regenwoud en bosranden die zich mogelijk ook kan aanpassen aan secondair bos.

## Status
De grootte van de populatie is in 2019 geschat op 11.500-23.200 volwassen vogels. Het verspreidingsgebied is klein en aangenomen wordt dat de aantallen achteruitgaan door ontbossing. Op de Rode lijst van de IUCN heeft deze soort daarom de status gevoelig.